# Jan Petránek (konstruktér)

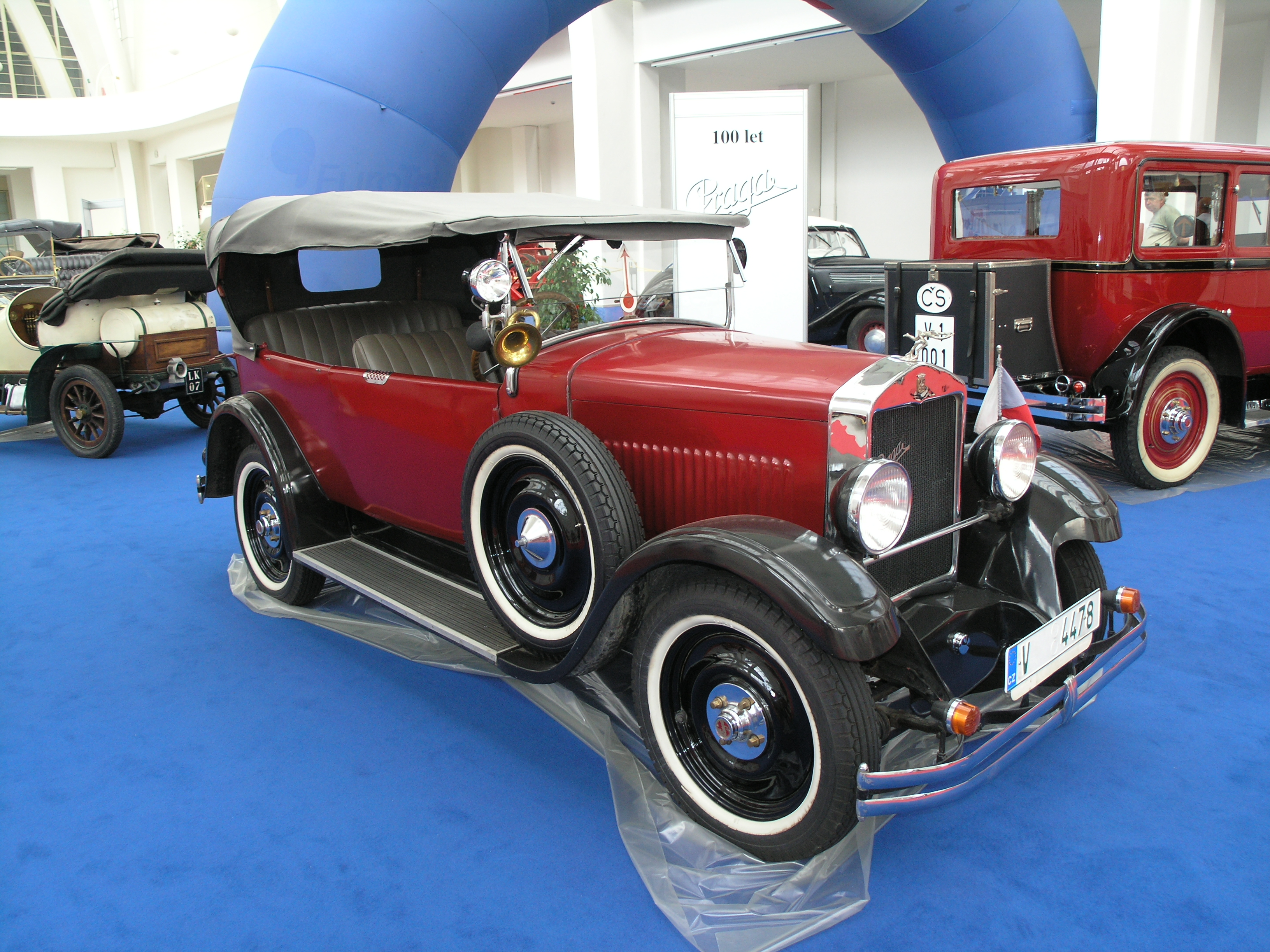
Praga Piccolo

Jan Petránek (30. listopadu 1895 Požáry u Křivoklátu - 18. dubna 1982 Praha) byl český konstruktér, vysokoškolský učitel a děkan Strojní fakulty Českého vysokého učení technického.

## Životopis
Studium na Českém vysokém učení technickém zakončil v roce 1917. Po absolvování vysoké školy nastoupil do automobilky Praga jako kreslič. Záhy pracoval na konstrukci vozu Alfa nebo na konstrukci nákladního vozu Praga N. Po třech letech byl jmenován vedoucím konstrukce osobních vozů. Pod jeho vedením byl navržena Praga Piccolo. V roce 1927 byl jmenován šéfem konstrukční kanceláře automobilky Praga. Na služební cestě ve Spojených státech amerických se seznámil s moderní sériovou výrobou. Na ČVUT se vrátil v roce 1947, kdy se stal vedoucím katedry automobilů a spalovacích motorů. V letech 1954-1957 působil na Fakultě strojní ČVUT jako děkan. V roce 1964 mu byl udělen Řád práce.
Oblíbeným vozem Jana Petránka byla Praga Piccola. Dalším jeho úspěchem byla Praga Lady nebo nákladní automobil Praga RN. Jeho záměr zavést sériovou výrobu automobilů v Československu prostřednictvím dohod velkých českých automobilek se nezdařil. Své konstrukce si nechával patentovat. První patent podal 10. dubna 1926, poslední pak 13. července 1976. Zasloužil se o výrobu hypoidních ozubení pastorku a talířového kola v roce 1928 a tím i prvenství Pragy ve výrobě ozubených kol a převodovek.

## Galerie

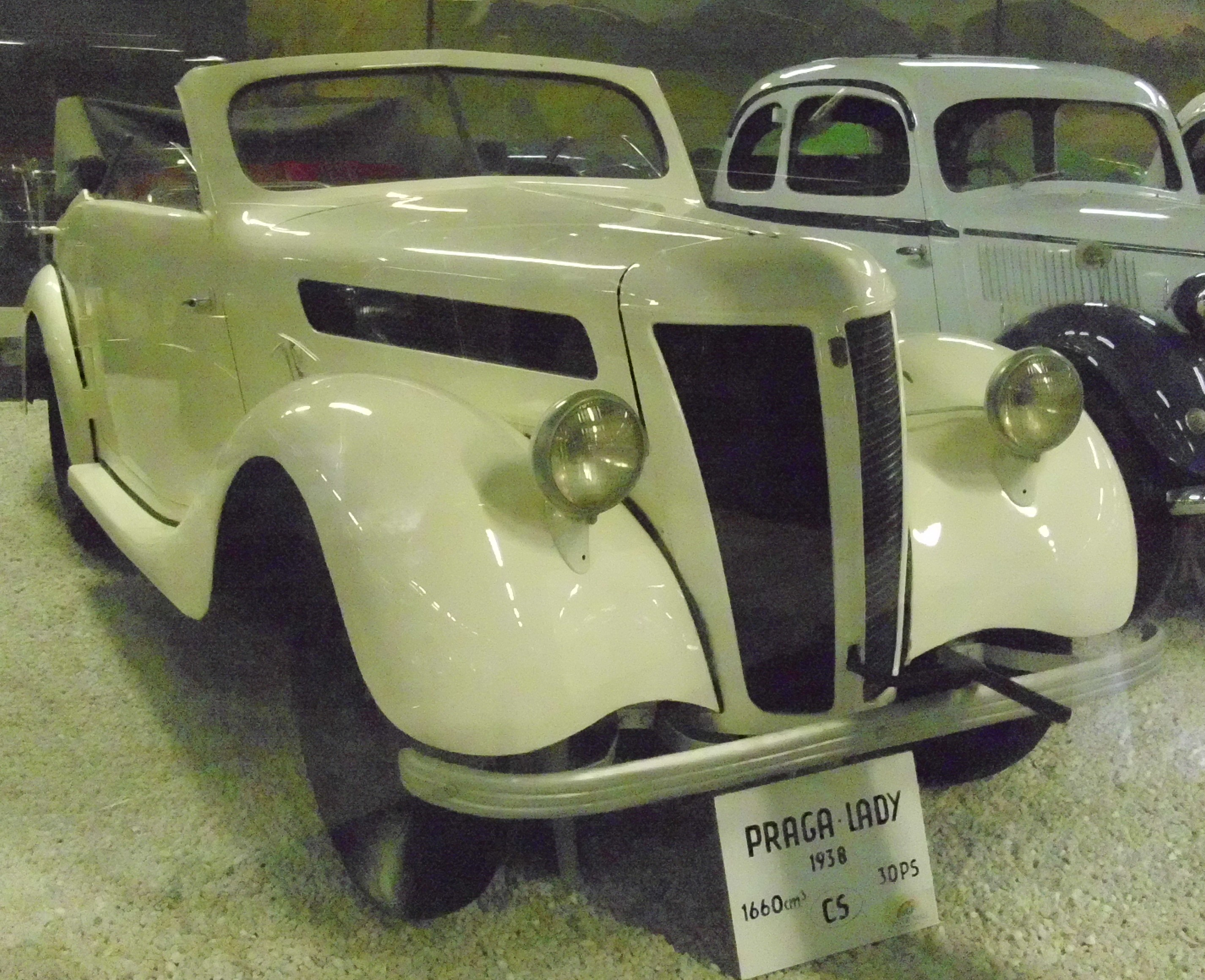
Praga Lady 1938
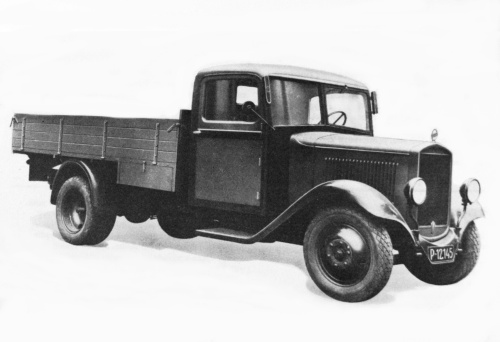
Praga RN
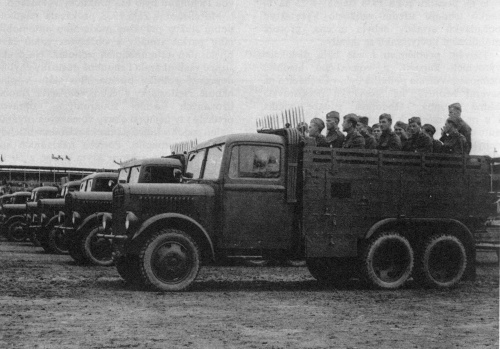
Praga RV